# Авторское право в СССР
Авторское право в Союзе Советских Социалистических Республик прошло через несколько значительных изменений за время его существования. Первое советское постановление, касающееся авторского права, было принято в 1925 году. Тремя годами позже оно было заменено постановлением Центрального исполнительного комитета и Совета народных комиссаров СССР, остававшимся в силе в течение более чем трёх десятилетий, до 1961 года.
Во всех постановлениях было много общего. Защита авторским правом в СССР была автоматической — работа защищалась авторским правом со времени своего создания без необходимости какой-либо регистрации. Объектами авторского права признавались только творческие работы, выраженные в какой-то объективной форме. Срок охраны авторских прав был значительно меньшим, чем на Западе. Авторские права с самого начала сохранялись только у работ советских граждан и работ иностранных авторов, впервые опубликованных в СССР (или, если они не были опубликованы, существовавших на территории СССР в объективной форме). Имущественные права автора были ограничены длинным списком применений, не представлявших собой нарушения авторского права, а обязательные официальные отчисления составляли весь доход автора. Советские законы также предоставляли свободу перевода (до 1973 года) — каждая работа могла быть переведена и затем опубликована без согласия автора оригинала.
Присоединение СССР ко Всемирной конвенции об авторском праве, вступившее в силу 27 мая 1973 года, стало важным поворотным моментом. Авторское право было расширено и на работы иностранных авторов, опубликованные за границей, а свобода перевода была прекращена. Впервые в истории СССР присоединился к многостороннему международному договору в сфере авторского права, закончив тем самым самоизоляцию государства в этой сфере.
Во время перестройки законодательство и административные процедуры были постепенно изменены, ослабив государственный контроль над использованием авторами своих авторских прав. Утверждение ставок авторских вознаграждений государством было упразднено, а монополия государства на продажу авторских прав за рубеж была прекращена. Авторы впервые могли самостоятельно легально заключать договоры на публикацию с иностранными издателями. Новый, глубоко пересмотренный советский закон об авторском праве был принят в 1991 году, но СССР прекратил своё существование до момента вступления этого закона в силу.

## В революционную эпоху
Закон об авторском праве 1911 года, принятый в Российской империи, не утратил силу немедленно после Октябрьской революции. Старый закон, включавший в себя охрану авторского права в течение жизни автора и 50 лет после его смерти и предусматривавший возможность передачи всех авторских прав автором издателю, сначала продолжал действовать. Но национализация, проходившая во всех сферах экономики, вскоре существенно ограничила пути публикации автором своих работ, даже если его или её авторские права оставались изначально нетронутыми. Вся издательская деятельность была подчинена Государственному издательству (Госиздату) положением Всероссийского центрального исполнительного комитета от 21 мая 1919 года. 29 июля 1919 года правительство объявило о государственной монополии на неопубликованные работы умерших авторов, а 20 апреля 1920 года были национализированы все книги (включая находившиеся в частном владении), за исключением находившихся в общественных библиотеках. Театры, кино- и фотостудии были национализированы в августе 1919 года. Частные издательства были ликвидированы. Право на перевод иностранных работ на русский язык было также монополизировано правительством.

### Национализация произведений
Из-за того, что новый коммунистический режим считал важным широкое распространение классических произведений русской литературы в дешёвых массовых изданиях для образовательных целей, декрет ВЦИК от 29 декабря 1917 года (11 января 1918) разрешил Народному комиссариату просвещения (Наркомпросу) национализировать работы умерших авторов, включая композиторов. Основываясь на этом декрете, 14 февраля 1918 года были национализированы права 58 авторов, в том числе работы Чехова, Чернышевского, Достоевского, Герцена, Лермонтова, Пушкина, Толстого и Тургенева. Правительство установило государственную монополию этих авторов на период в 5 лет и в дальнейшем продлило её ещё на 5 лет.
Второй декрет о национализации, принятый СНК 26 ноября 1918 года, увеличил полномочия Наркомпроса и позволил ему национализировать работы живущих авторов. Декрет предоставил комиссариату бессрочную монополию на права публикации таких национализированных произведений; живущим авторам было установлено выплачивать авторский гонорар в размере и по ставкам, установленным государством, в то время как выплаты за работы умерших авторов шли государству. Основываясь на этом декрете, в следующие годы были национализированы работы многих авторов. 16 августа 1919 года были национализированы права на произведения 17 композиторов — Аренского, Балакирева, Бородина, Калинникова, Лароша, Лядова, Мусоргского, Римского-Корсакова, Рубинштейна, Саккетти, Серова, Скрябина, Смоленского, Стасова, Танеева и Чайковского. 18 января 1923 года были национализированы работы Михаила Бакунина и 46 других авторов. Третьим постановлением 14 мая 1925 года были национализированы работы Георгия Плеханова и переводы на русский язык работ Эптона Синклера и, наконец, 28 июня 1927 года институту Маркса и Энгельса была предоставлена монополия на работы Карла Маркса и Фридриха Энгельса.

### Изменения в законодательстве
Декреты лишили юридической силы некоторые (но не все) из положений царского закона об авторском праве. В контексте общей отмены юридического и доверенного наследования прав, декрет о национализации 26 ноября 1918 года также снизил сроки охраны авторских прав с 50 лет после смерти автора до охраны в течение жизни автора. Декрет СНК от 10 октября 1919 года объявил недействительными все передачи авторских прав издательствам. По закону Российской империи автор мог передать авторские права на произведение издателю; по советскому декрету это стало невозможным — автор мог только предоставить издателю по договору временные права на публикацию и этот принцип сохранится в течение всего времени существования Советского Союза. Кроме того, договоры были стандартизированы и декретом от 25 октября 1918 года были установлены фиксированные ставки авторских отчислений.
Само авторское право было сохранено — работы, которые не были национализированы, могли быть использованы или воспроизведены только с согласия автора. Национализированные работы могли быть опубликованы с согласия Наркомпроса, которому издатель также был обязан выплатить отчисления согласно фиксированным ставкам.

## Постановление 1925 года
Правовая ситуация с авторскими правами в Советском Союзе в начале 1920-х годов была запутанной. Дореволюционный закон об авторском праве всё ещё частично действовал, но его статус был неясен. Существовал ряд декретов, касающихся авторских прав, но унифицированного юридического документа не существовало. Новый Гражданский кодекс РСФСР, вступивший в силу 1 января 1923 года, не содержал никаких положений касательно авторских прав. В 1924 году СНК начал разрабатывать новое законодательство об авторских правах. 30 января 1925 года Центральный исполнительный комитет выпустил новое постановление «Об основах авторского права». Эти «Основы» послужили моделью для соответствующих декретов отдельных союзных республик, которые, за исключением Украинской ССР, в 1925—1926 годах приняли аналогичные декреты, приводящие «Основы» в исполнение на республиканском уровне; РСФСР приняла такой декрет 11 октября 1926 года. Республиканские декреты не отходили от «Основ». В Гражданский кодекс изменения были внесены только в Азербайджанской ССР, в остальных декреты были отдельным законодательным актом.
Постановление об авторском праве 1925 года предоставило срок охраны авторских прав в 25 лет с момента первой публикации работы. Если автор умер до истечения этого срока, его наследники имели право получать авторские отчисления по установленным правительством ставкам оставшуюся часть 25-летнего срока или в течение 15 лет. Если работа была опубликована после смерти автора, это право ограничивалось сроком в 15 лет с момента посмертной публикации. Для отдельных видов работ, таких как энциклопедии, фотографии, а также хореографические и пантомимные произведения, срок охраны авторским правом был короче, чем 25 лет.
Постановление признало исключительное право автора публиковать, воспроизводить и распространять свою работу, и утвердило его право на вознаграждение, то есть право получать авторский гонорар за использования работы. Постановление включало положения, позволяющие авторам передать авторские права на определённый период (5 лет) издателю на основании договора; бессрочными могли быть только контракты с государством, профсоюзом или Коммунистической партией. Договор должен был определять в точности характер использования работы, количество публикуемых копий, размер авторского гонорара. Допустимый размер суммы гонорара был прописан в государственных ставках вознаграждения.
Авторские права автора были ограничены большим перечнем бесплатного использования его работ, которое допустимо без согласия автора. В этом перечне была и «свобода перевода», уже существовавшая в старом законе царского времени. Перевод любой работы мог осуществляться без согласия автора, переводчик получал отдельные авторские права на свой перевод. Это положение, ещё досоветских времён, было обусловлено желанием Российской империи обеспечить экономически целесообразный способ переводить работы на множество национальных языков страны. Декрет 16 марта 1927 года также уточнил, что радиопередачи театральных или концертных постановок можно вести без какой-либо оплаты. Государство получило право принудительно национализировать любую работу.
Другой характеристикой, унаследованной советским постановлением об авторском праве от царского, было то, что авторское право было автоматическим: авторские права на работу возникали с момента её создания (не завершения или публикации) и их не нужно было регистрировать. Авторское право распространялось на все литературные и музыкальные произведения, на работы в сфере искусства и науки, а также фильмы, выпущенные советскими гражданами, а также работы иностранных авторов, впервые выпущенные в СССР или, если они не были выпущены, существовавшие в какой-то объективной форме, независимо от гражданства автора. «Объективной формой» была любая форма, которая позволяла воспроизведение работы без участия оригинального автора. Только творческие работы являлись объектами авторского права; работы чисто технического характера, такие как телефонные справочники, коммерческая переписка, бухгалтерская отчётность, а также решения судов и декреты, не подпадала под действие авторского права. Советские суды интерпретировали это требование вольно, требуя только минимальных творческих усилий. Работа, созданная путём минимального пересказа существующего текста могла считаться новой работой, являющейся объектом авторского права.

## Постановление 1928 года
| Туркменская ССР     | 26 сентября 1928 года                           |
| Российская СФСР     | 8 октября 1928 года                             |
| Белорусская ССР     | 14 января 1929 года                             |
| Украинская ССР      | 6 февраля 1929 года                             |
| Грузинская ССР      | 30 августа 1929 года                            |
| Армянская ССР       | 10 февраля 1930 года                            |
| Узбекская ССР       | 14 октября 1936 года                            |
| Азербайджанская ССР | ?                                               |
| Казахская ССР       | Приняли постановление в редакции РСФСР          |
| Киргизская ССР      | Приняли постановление в редакции РСФСР          |
| Таджикская ССР      | Приняли постановление в редакции РСФСР          |
| Литовская ССР       | Приняли постановление в редакции РСФСР          |
| Эстонская ССР       | Приняли постановление в редакции РСФСР          |
| Молдавская ССР      | Приняла постановление в редакции Украинской ССР |
| Латвийская ССР      | 22 мая 1941 года                                |

Через три года, 16 мая 1928 года, ЦИК СССР выпустил новое постановление «Основы авторского права». Республики вновь выпустили аналогичные этому постановлению постановления об авторском праве. Постановление 1928 года было похожим на постановление 1925-го. Оно оставило в силе исключительные права автора на публикацию, воспроизведение, распространение и исполнение своих работ, а также его право получать выгоду из таких способов использования его работы. Оно сохранило из постановления 1925 года перечень способов использования, не требующих оплаты, включая свободу перевода, а также случаи принудительной продажи авторских прав. Государство оставило право национализировать работу без согласия автора. На практике исключительные права автора на публикацию и распространение своих работ были ограничены требованием делать это только через официальные ресурсы и государственной монополией над издательской отраслью.
Срок охраны авторских прав был изменён с 25 лет с момента опубликования работы на действие в течение жизни автора и 15 лет после его смерти. Изменение было применено ретроактивно к работам, которые уже перешли в общественное достояние по старым условиям. После смерти автора авторские права на его работы переходили его законным наследникам. Для отдельных видов работ всё ещё применялись более короткие сроки охраны авторских прав. Периодические издания, энциклопедии, хореографические работы, кинофильмы и сценарии к ним и коллекции фотографий были защищены авторским правом в течение 10 лет с момента их опубликования. Отдельные фотографии были защищены авторским правом на 5 лет с момента их публикации. Фотографии были защищены авторским правом только в случае, если они содержали название фотостудии или имя фотографа, адрес и год.
Республики СССР могли свободно устанавливать собственные правила для стандартных договоров о публикации и порядок уплаты гонорара. Сбор гонораров и их выплата была централизована через основанное в 1932 году Управление по охране авторских прав, в 1938 году переименованное во Всесоюзное управление по охране авторских прав (ВУОАП). Управление было создано при Союзе советских писателей и занималось литературными произведениями. Похожие коллективные управления существовали и для других видов произведений, таких как музыкальные произведения, фильмы и работы изобразительного искусства.
По постановлению 1928 года суды не выплачивали никаких отчислений частным лицам за нарушение их авторских прав. Выплата штрафов гражданам, а не государству, рассматривалась как противоречащая коммунистической доктрине. Если нарушения были подтверждены, за них нужно было заплатить государству. Более того, судебные выплаты по делам о нарушении авторских прав были ограничены суммами, определяемыми установленными государством авторскими гонорарами. Если гонорар не был установлен, никаких выплат не присуждалось, даже если работа считалась защищённой авторским правом.
Хотя советское право с 1925 года до распада СССР (а также и право в образовавшихся после этого государствах) всегда утверждало, что авторские права присутствуют у работ независимо от их целей или значения, реализация авторского права в Советском Союзе являлась предметом цензуры со стороны литературных контролирующих органов, законодательства о прессе, печати, публикации и продаже и партийных директив. В основном, авторские права могли использовать только авторы «социально полезных» работ; на «бесполезные работы», такие как церковные гимны, не распространялось никаких прав, а к авторам политически неугодных работ могли применяться административные, социальные и даже уголовные санкции. Что было «социально полезным» — определялось во множестве партийных декретов (с 1925 по 1963 годы таковых было выпущено 33). Издательства, киностудии и другие творческие объединения, как правило, отказывали в публикации работам, которые были сочтены несоответствующими текущим определениям целей творческой деятельности, установленным этими декретами. Таким способом формально исключительные права авторов на публикацию были ограничены необходимостью делать это через официальные источники и контролируемые государством издательства. С целью избежать этого правительственного контроля литературных произведений появился «самиздат» — некоммерческое распространение работы путём цепной реакции через дубликаты, произведённые читателями на своих печатных машинках. Многие из работ «самиздата» считались властями «антисоветской агитацией и пропагандой» и авторы этих произведений преследовались по статье 58¹⁰ (позднее — статьям 70 и 190¹) Уголовного кодекса РСФСР или соответствующим положениям уголовного кодекса других республик.
Постановление 1928 года оставалось юридически действительным и практически неизменным на протяжении более чем трёх десятилетий. Многочисленные связанные с авторскими правами указы, выпускавшиеся в это время, касались в основном административных вопросов, таких как определение стандартных авторских договоров для публикации или стандартных ставок авторских отчислений. В 1957 году был выпущен указ, по которому срок авторских прав в 15 лет для умершего реабилитированного автора начинал исчисляться с момента его реабилитации, а не с момента его смерти.

## Закон 1961 года
В 1961 году структура законодательства об авторском праве была в СССР полностью изменена. Впервые законы об авторском праве были включены в союзный Гражданский кодекс и больше не были отдельным законодательным актом. 8 декабря 1961 года Верховный Совет СССР принял закон «Об утверждении основ гражданского законодательства Союза ССР и союзных республик», вступивший в силу 1 мая 1962 года. Одиннадцать статей раздела IV этих «Основ» были посвящены авторскому праву. Переработка законодательства об авторском праве была сделана, чтобы снизить число споров, уточнив старый закон и адаптировав его к текущей практике. Вновь эти «Основы» формировали лишь руководящие принципы; 15 союзных республик затем выпустили своё законодательство, соответствующее союзному. Новые республиканские законы вступили в силу во всех республиках в 1964—1965 годах; в РСФСР новый Гражданский кодекс, включая положения статьи IV, вступил в силу 11 июня 1964 года. Все республиканские законы были схожи между собой и различия в них были минимальными.

### Распространение авторского права
Закон 1961 года признал два различных класса авторских прав, предоставляемых автору, названных «личными правами» и «имущественными правами» в советской юридической доктрине. Личные права составляли право на атрибуцию (то есть право быть названным автором), право на неприкосновенность произведения и право на опубликование, воспроизведение и распространение работы. Имущественными правами существенным образом было право получать имущественную выгоду в случае использования работы. Личные права больше не объявлялись исключительными правами автора. Советские юристы-теоретики с 1930-х годов спорили о том, что несмотря на текст «Основ» 1928 года, автор фактически не получал исключительных прав на опубликование своих работ и не мог опубликовать их самостоятельно и мог только получать вознаграждения в случае, если официальные структуры поддержат публикацию работы.
Авторское право было автоматическим и его не нужно было регистрировать; по факту, долго игнорируемый абзац о регистрации в постановлении 1928 года был отменён в уже 1959 году. Авторское право появлялось в момент создания работы. Как и прежде, единственными условиями защиты авторского права был творческий характер работы и существование в объективной форме на территории СССР. Если работа отвечала двум этим условиям, она была защищена авторским правом вне зависимости от гражданства автора. Работы советских авторов были защищены авторским правом в любых условиях, даже если они существовали только за границей или были опубликованы за пределами Советского Союза. Список охраняемых авторским правом работ в законе был только пояснительным, но включал впервые также и звуковые записи («механические или магнитные записи»). Устные работы, такие как речи, также могли быть объектом авторского права, хотя такая защита была практически нереализуема на практике и сведена к нулю перечнем бесплатного использования, позволявшего их свободное воспроизведение. Архитектурные работы также были защищены авторским правом, но эта защита распространялась только на планы, зарисовки и модели, а не на сами здания. Фотографии также оставались объектом авторского права по правилам из постановления 1928 года, требовавшим для его защиты их маркировку именем студии, её адресом и годом создания. Работникам впервые было предоставлено авторское право на создаваемые ими в рамках своей рабочей деятельности произведения, но их право на вознаграждение было ограничено их заработной платой. Юридические документы и в целом произведения, созданные госслужащими во время выполнения своих должностных обязанностей, не признавались объектом авторского права.
Закон определил, что авторское право действует в течение жизни автора; отдельным республикам разрешалось устанавливать отличные сроки. Он также содержал положения, касающиеся наследования авторских прав, и действительно, РСФСР воспользовалась этим правом, определив в своём Гражданском кодексе 1964 года срок охраны авторских прав в 15 лет после жизни автора. Более короткие сроки для отдельных видов работ, определённые в предыдущем постановлении, были упразднены. Личные права авторства и право на неприкосновенность произведения не переходили наследникам; эти права были напрямую связаны с автором и после его смерти удерживались ВУОАП. Наследники автора могли унаследовать имущественные авторские права — в числе их прав было оставлено, по сути, только право на получение вознаграждения за использования работы. В РСФСР максимальные ставки вознаграждения, получаемые наследниками, уже регулировались двумя указами от 1957 и 1958 годов и составляли 50 % от стандартной ставки. Другой указ РСФСР от 1962 года пошёл ещё дальше и снизил размер выплачиваемых наследникам авторов нехудожественной литературы вознаграждений до 20 % от стандартной ставки.
По закону 1961 года юридические лица, такие как компании, также могли удерживать авторское право. Примерами такого совместного владения авторскими правами были фотостудии, удерживавшие авторские права на свои фотографии, издатели энциклопедий или периодических изданий, владевшие авторскими правами на всю компиляцию, киностудии, владевшие авторскими правами на производимые ими сценарии и фильмы, и отдельные новостные агентства (ТАСС получило права на всю распространяемую им информацию 15 января 1935 года, позднее эти же права получило агентство печати «Новости»). В случае компиляций, таких как энциклопедии и периодические издания, издательство владело только авторским правом на работу в целом; авторы публикаций, составлявших компиляцию, удерживали авторские права на них. Авторские права, удерживаемые юридическими лицами, были определены как бессрочные; если компания была реорганизована, то авторские права получал её юридический наследник, а если компания прекращала своё существование, то авторские права переходили государству.

### Ограничения авторского права
«Основы» 1961 года, как и предшествующие постановления, позволяли широкий перечень бесплатного использования и содержали принудительные лицензии, требующие только атрибуцию автора оригинальной работы. Перечень случаев бесплатного использования произведения позволял любым желающим использовать опубликованную защищённую авторским правом работу без согласия оригинального автора и без выплат отчислений, а принудительные лицензии позволяли использовать работу без его согласия при условии выплаты отчислений. Перечень бесплатного использования состоял из:
- Разрешения создавать новые, творчески независимые производные произведения (статья 103¹). Исключены были только переработки повествовательных произведений в драматические либо в сценарий и переработки драматического произведения, так же как и наоборот в обоих случаях [74].
- Разрешение воспроизводить опубликованные научные, творческие или литературные произведения отрывочно (или даже полностью) в научных, критических или образовательных публикациях (статья 103²)[74].
- Разрешение использовать научные, творческие или литературные работы в новостных сообщениях (статья 103³)[75][комм. 17]
- Разрешение использовать научные, творческие, литературные или устные работы (речи) в фильмах, радио- и телепередачах при условии, что оригинальная работа уже существовала в позволяющем её использовать виде (статья 103⁴)[75][комм. 18].

Среди бесплатных способов использования закон 1961 года также сохранил свободу перевода, но от переводчика требовалось сохранить значение и целостность оригинальной работы (статья 102). Гражданский кодекс РСФСР 1964 года содержал в статье 493 дополнительный способ бесплатного использования, позволявший воспроизведение или другое использование опубликованных работ для личных целей.
В законе было предусмотрено 4 принудительных лицензии:
- Исполнение опубликованных драматических, музыкальных и литературных произведений было разрешено без согласия автора. Так как постановки считались «опубликованием» советскими законами, поэтому согласие автора требовалось только для первого исполнения до того неопубликованной работы[78].
- Опубликованные в прошлом работы могли быть записаны с целью публичного воспроизведения или распространения работы без согласия автора (записи для использования в фильмах, радио- и телепередачах уже было разрешено бесплатно использовать в статье 103⁴)[78].
- Композитор мог использовать опубликованное литературное произведение, чтобы произвести музыкальную композицию с текстом, без согласия его автора. Когда композиция исполнялась или записывалась, автору текста должны были перечислять отчисления[78].
- Художественные или фотографические произведения могли использоваться в промышленных изделиях без согласия оригинального автора (и без указания его имени). Это положение было включено для производства таких изделий, как обои или ткани; оно не разрешало промышленное копирование всех работ, таких как скульптуры[79].

Наконец, государство также продолжало иметь право принудительной покупки авторских прав, но оно применялось нечасто. В основном оно использовалось для предотвращения «необоснованного обогащения» наследников авторов успешных произведений.

## Присоединение к Женевской конвенции
27 февраля 1973 года СССР присоединился ко Всемирной конвенции об авторском праве (ВКАП) в женевской версии 1952 года. Всемирная конвенция начала действовать в СССР с 27 мая 1973 года. До этого СССР не участвовал ни в каких многосторонних международных соглашениях по авторскому праву; Советский Союз заключал двусторонние договоры с Венгрией (в 1967 году) и Болгарией (в 1971 году). СССР выбрал такое время присоединения к Женевской конвенции, чтобы оно произошло до вступления в силу парижской версии 1971 года. Когда вступила в силу парижская версия конвенции, присоединение к более ранней женевской версии стало невозможным и СССР пришлось бы принять более строгие положения парижской версии 1971 года, которые, в частности, ясно признавали исключительные права автора на воспроизведение, исполнение и передачу работы.
В силу присоединения к ВКАП, иностранные работы, впервые опубликованные после 27 мая 1973 года за пределами СССР, были защищены авторским правом в Советском Союзе, если:
- Автор был гражданином другой страны, подписавшей конвенцию, независимо от того, где работа была опубликована;
- Работа была впервые опубликована на территории страны, подписавшей конвенцию, независимо от гражданства автора[85][комм. 19].

Советские работы, впервые опубликованные после этой даты, также стали защищены авторским правом в других странах, подписавших ВКАП.
21 февраля 1973 года, за семь дней до того, как СССР объявил о своём присоединении к конвенции, Президиум Верховного Совета СССР принял ряд поправок к разделу IV закона 1961 года, чтобы привести советское законодательство об авторском праве в соответствие с минимальными требованиями ВКАП. Советские республики аналогично адаптировали свои законы; РСФСР сделала это 1 марта 1974 года. В 1978 году СССР объявил о своём согласии с использованием защищённых авторским правом советских работ в развивающихся странах в соответствии с правилами, изложенными в парижской версии ВКАП.

### Адаптация советского законодательства
Так как ВКАП предписывала минимальный срок охраны авторских прав в 25 лет, раздел IV «Основ» был изменён в соответствии с этим требованием. Срок охраны авторских прав составлял в общем случае срок жизни автора и 25 лет после его смерти, только для фотографий и работ прикладного искусства в некоторых республиках были более короткие сроки. В Грузинской ССР эти виды работ были защищены авторским правом в течение 20 лет с момента их публикации или создания, в Молдавской и Узбекской ССР — 15, а в Азербайджанской — 10. В Казахской ССР фотографии были защищены авторским правом в течение 10 лет, а коллекции фотографий — 15. Эти сокращённые сроки были приняты в силу положения в конвенции, которое устанавливало для этих видов произведений минимальный срок защиты авторских прав в 10 лет. Законы РСФСР не содержали таких послаблений для этих видов работ. Новый, увеличенный срок охраны авторских прав применялся только к работам, которые ещё были защищены авторским правом в СССР в 1973 году.
Авторские права могли быть унаследованы. Права юридических наследников были восстановлены: они могли получать полные вознаграждения за произведения. Уменьшенные ставки для наследников, составлявшие до 50 % от стандартных, были ликвидированы, но возросшее налогообложение получаемых наследниками вознаграждений компенсировало этот рост Если у автора не оставалось наследников, автор лишил их наследства или желал передать свои работы государству, авторские права на его работы переставали действовать после его смерти (это положение уже действовало по закону 1961 года. Вместе с новыми законами республики также выпустили новые ставки по вознаграждению, в основном выплаты шли по убывающей: за первое издание автору причиталось больше, чем за последующие.
Другим важным изменением была отмена свободы перевода. Переводы с 1973 года было разрешено делать только с разрешения владельца авторскими правами на оригинальную работу. Авторские права на перевод принадлежали переводчику.
В обмен на это в числе поправок 1973 года были два новых вида бесплатного использования. Первое было очень широким разрешением газетам бесплатно воспроизводить любой опубликованный репортаж или научное, художественное, литературное или устное произведение как в оригинале, так и в переводе. Это широкое разрешение недобросовестно использовалось некоторыми изданиями, такими как «Литературной газетой», опубликовавшей 24 октября 1973 года огромные переведённые отрывки из «Мэрилин» (англ. Marilyn), биографии Мэрилин Монро авторства Нормана Мейлера, и «Завтрака для чемпионов» (англ. Breakfast of Champions) Курта Воннегута. Эта практика вызвала такую негативную огласку на Западе, что советские издатели вскоре купили права на публикацию русскоязычных переводов этих работ.
Второй способ бесплатного использования разрешал некоммерческое воспроизведение опубликованных работ для научных или образовательных целей. Согласно Ньюсити, это разрешение ограничивалось воспроизведением с помощью фотокопирования. В 1976 году был добавлен ещё один случай бесплатного использования, разрешавший бесплатное опубликование опубликованной работы в шрифте Брайля.

### Лицензирование
До 1973 года авторское право в СССР было непередаваемым. Авторы не могли отторгнуть свои авторские права; они могли только передать издателю ограниченное право на использование работы для отдельных целей в течение определённого времени (обычно 5 лет). Для опубликования авторам приходилось использовать типовые авторские договора, составляемые государством. Типовые договора для различных типов работ немного различались, но все они включали такие положения. Во всех случаях должно было чётко указываться предполагаемое использование работы издателем (например, тираж выпуска для печатных публикаций), и, если издатель принимал передаваемую работу, он был обязан опубликовать её в течение указанного срока (первое издание должно было выйти в течение одного или двух лет, в зависимости от типа работы).
Когда СССР присоединился ко Всемирной конвенции, был представлен новый вид свободно обращающихся лицензий, чтобы облегчить договорный процесс с издателями за границей, особенно на Западе. Авторские права, особенно право на опубликование работы, стали в этих лицензиях передаваемыми. Причиной было то, что старые авторские договора использовались среди советских партнёров для местной публикации, в то время как новая схема лицензирования предназначалась для использования среди иностранных партнёров. По постановлению от 16 августа 1973 года 20 сентября 1973 года было основано Всесоюзное агентство по авторским правам (ВААП). ВААП заменило собой ряд существовавших до этого коллективных управлений (таких как ВУОАП), взяв на себя их функции и дополнительно взяв на себя управление авторскими правами на иностранные работы в СССР и авторскими правами на советские работы за границей. Официально ВААП было негосударственной организацией, спонсируемой творческими союзами (такими как Союз писателей) и 7 государственными организациями, но фактически оно было государственным агентством. Все контракты с иностранными издателями должны были заключаться через ВААП; авторам было запрещено вести переговоры с иностранными издателями самостоятельно. ВААП удерживало государственную монополию на импорт и экспорт авторских прав. Только государственные органы в сфере кинематографии (Госкино через Совэкспортфильм), а также агентство печати «Новости» были исключены из этой монополии, но даже им приходилось регистрировать все контракты с иностранными партнёрами через ВААП.
Присоединение к Всемирной конвенции об авторском праве стало причиной двойственной системы в советском законодательстве об авторском праве в связи с тем, что иностранным работам, опубликованным после 27 мая 1973 года, давалась более серьёзная защита авторских прав, чем советским работам, потому что для иностранных работ практиковалось определение «выпуска в свет», данное в конвенции, которое было более подробным, чем определение «опубликования» в советских законах, продолжавшее применяться к советским работам. Двойственность была также подчёркнута и новой схемой лицензирования. В следующие годы после присоединения ко Всемирной конвенции значительные разногласия среди советских юристов вызвало то, как такая двойственная система соотносится с советскими идеологией и идеалами. Юристы предложили дальнейшие изменения и уточнения после изменений, совершённых для соответствия требованиям конвенции. Эльст заключает, что присоединение к ВКАП поставило под вопрос внутреннюю согласованность советского права и подорвало несколько его основных принципов, а несметное число предложений юристов об улучшении закона лишь вызвали новые случаи юридической неопределённости.

## Закон 1991 года
Горбачёвская Перестройка также отразилась и на законодательстве об авторском праве. С 1987 года был выпущен ряд указов, модифицирующих законодательство в сфере авторского права и смежных сферах. Новые ставки вознаграждений, принятые в 1987 году, были значительно выше, чем бывшие до них; от убывающей ставки вознаграждения отказались в это же время — вознаграждения за все последующие опубликования работы были определены в 70 % от вознаграждения за первое опубликование. Важные изменения последовали через два года, когда была снята монополия ВААП на иностранную торговлю авторскими правами. Авторы с этого времени могли вести переговоры напрямую с иностранными издателями и даже пункт в обязательных типовых договорах на опубликование, передававший это право от автора издателю, был убран. Кроме того, советские издатели могли самостоятельно вести переговоры с иностранными авторами или издателями о лицензиях на публикацию иностранных произведений в Советском Союзе.
В том же 1987 году была сформирована рабочая группа по адаптации советского законодательства об авторском праве к формировавшейся рыночной экономике. В начале 1990-х рабочая группа представила проект переписанного раздела IV об авторском праве из «Основ гражданского законодательства» и новый раздел IV (а), касавшийся смежных прав. Но проект, состоявший из 32 статей, остался неиспользуемым — Комитет по законодательству Верховного Совета СССР опубликовал в марте 1990 года собственный проект новых «Основ», игнорировавший многие из нововведений проекта рабочей группы. Этот проект был с некоторыми изменениями принят в качестве закона 31 марта 1991 года. Несмотря на краткость раздела IV в новых «Основах», состоявшего всего из 10 статей, две из которых рассматривали смежные права и одна рассматривала меры против нарушения авторских прав, он представлял собой радикальный разрыв с предшествующей практикой.
Автор работы вновь получал набор исключительных прав: личные (или моральные) права на авторство, имя и неприкосновенность произведения и имущественные (или экономические) права на произведение — право публиковать или использовать работу и право на получение вознаграждения за использование работы или предоставление разрешения использовать работу. «Использование» работы определялось неисчерпывающим списком, включавшим в себя передачу, постановку, изменение, адаптацию, запись и распространение. «Опубликование» было определено как право, предоставляемое автором.
Изначальным владельцем авторских прав во всех случаях был «гражданин» (то есть физическое лицо), создавший работу. Авторское право юридических лиц было упразднено; издателям предоставлялось производное право использовать произведение во всей его полноте, что влекло необходимость вознаграждения авторов. Для работ, сделанных по найму, работодателю предоставлялось похожее право использовать работу, ограниченное первыми тремя годами с её передачи. Более короткие сроки могли быть определены по совместной договорённости. Государственные авторские договора на опубликование были больше не обязательны, лимиты на максимальное вознаграждение были убраны — была установлена свобода договора.
Авторское право было увеличено с 25 лет после смерти автора до 50 лет для всех видов работ, закон впервые включал точное указание, что никаких юридических формальностей для защиты произведения авторским правом не требуется. Работы, опубликованные анонимно или под псевдонимом, были защищены авторским правом в течение 50 лет с момента опубликования, если в это время не будет раскрыта личность автора и тем самым не станут применяться обычные сроки. Моральное право на авторство, имя и неприкосновенность произведения были объявлены бессрочными, авторы могли передать только права использования работы (но не своё право на вознаграждение в таких случаях, которое всегда оставалось правом автора).
Список способов бесплатного использования был значительно уменьшен, оставшиеся из них определяли случаи бесплатного использования гораздо более точно. Аналогично добросовестному использованию, любое бесплатное использование было разрешено только в тех случаях, если оно не ущемляет нормального использования работы или обоснованных интересов автора. Принудительные лицензии были полностью упразднены.
Впервые в советском законодательстве фигурировали смежные права. Вещательным компаниям, исполнителям и производителям фоно- и видеограмм было предоставлены исключительные смежные права в течение 50 лет с первой передачи, постановки или распространения фоно- или видеограммы. Им также были предоставлены (сверх положений Римской конвенции) моральные права на имя и неприкосновенность своих произведений.
Прекращение существования СССР произошло до того, как вступали в силу 1 января 1992 года «Основы гражданского законодательства». Положения закона 1991 года никогда не были юридически действительными в Советском Союзе.

## Переход от советского законодательства в России
Верховный совет России подписал указ, который признавал «Основы гражданского законодательства» 1991 года действительными в России с 3 августа 1992 года, так как эти «Основы» не противоречили ни конституции России, ни другим законодательным актам, принятым после 12 июня 1990 года, и до того момента, как Россия примет собственный Гражданский кодекс. Однако оригинальный указ СССР о принятии закона 1991 года, в котором были заложены переходные положения, не вступил в силу в России, в которой продолжал действовать старый Гражданский кодекс РСФСР, насколько он не противоречил «Основам» 1991 года. Раздел IV закона 1991 года был, тем самым, действующим в течение года, когда был принят новый закон «Об авторском праве и смежных правах».
Новый российский закон содержал общий срок охраны авторских прав в течение жизни автора и 50 лет после его смерти и был ретроактивным, восстановив авторские права работ, на которые уже прошли более короткие советские сроки, и даже предоставив авторские права на работы, которые до этого не считались защищёнными авторским правом (постановки, которые по закону 1993 года были субъектом смежного права, не существовавшего по советскому законодательству). Новые сроки охраны авторских прав из закона 1993 года стали применимыми для всех работ авторов, умерших в 1943 или позднее, или для работ, опубликованных в 1943 году или позднее. Срок охраны авторских прав для авторов, которые жили или работали во время Великой Отечественной войны, был увеличен на 4 года; соответствующим годом, с которого стали применимы новые сроки охраны авторских прав, стал для таких авторов 1939-й. Для работ, впервые опубликованных после смерти автора, срок авторских прав начинался с даты опубликования работы, а для посмертно реабилитированных авторов срок авторских прав начинался с даты их реабилитации, что сделало возможным помещение под защиту авторских прав даже более старых работ в таких случаях — примерами могут служить работы Бориса Пильняка (умер в 1938 году, реабилитирован в 1957-м), Исаака Бабеля (умер в 1940 году, реабилитирован в 1954-м) или Осипа Мандельштама (умер в 1938 году, реабилитирован в 1956 / 1987 годах). Другими авторами, на чьи работы были восстановлены авторские права, были Анна Ахматова (умерла в 1966 году), Вера Мухина (умерла в 1953 году, скульптор памятника «Рабочий и колхозница»), Алексей Щусев (умер в 1949 году, архитектор мавзолея Ленина), Алексей Толстой (умер в 1945 году) и многие другие. Утрированным примером является «Мастер и Маргарита» Михаила Булгакова — работа была впервые опубликована после его смерти, в 1966 году. К этому времени советский срок охраны авторских прав в 15 лет после смерти автора уже истёк, так как Булгаков умер в 1940 году. Новый российский закон об авторском праве вновь поместил эту работу под защиту авторского права, так как 50-летний срок рассчитывался с 1966 года.
Старый советский закон был таким образом объявлен в России устаревшим; его стало возможным применять только к нарушениям авторских прав, произошедшим до 3 августа 1993 года.

## Комментарии
1. ↑  Постановление государственной комиссии по народному образованию от 14 февраля 1918 г.
2. ↑  Работы указанных авторов в дальнейшем были вновь монополизированы постановлением от 18 декабря 1923 года, сделавшим государственную монополию на их издание бессрочной.
3. ↑  Левитски также пишет, что никто не мог издавать произведения автора до истечения 6 месяцев со дня его смерти, даже если они были национализированы.
4. ↑  Украинская ССР приняла свой первый декрет об авторском праве 6 февраля 1929 года на основе постановления 1928 года.
5. ↑  В случае расхождений между республиканскими и союзными законами юридическую силу имели последние. Этот принцип был установлен в 20-й статье конституции СССР от 1936 года. В конституции 1977 года ему была посвящена статья 74.
6. ↑  «Публикация» в советских законах не означала «распространения». Работа «распространялась», если она была представлена широкой публике; это могло включать в себя театральную постановку, публичные чтения или радиопередачу.
7. ↑  Майкл Ньюсити также объясняет, что «объективная форма» необязательно должна быть постоянной или материальной. Любая форма, которую другие могут понять и потенциально воспроизвести работу, считалась «объективной формой», включая публичные чтения, лекции или радиопередачи.
8. ↑  Левитски даёт пример книги о тракторах, которая воспроизвела незащищённые авторским правом планы и минимально перефразировала одинаково незащищённые авторским правом технические спецификации, но была сочтена защищаемой авторским правом работой.
9. ↑  Примером административных санкций было исключение автора из Союза писателей.
10. ↑  Эльст также отмечает, что «самиздат» преследовался властями СССР не из-за способа распространения, а из-за распространяемых идей.
11. ↑  Статья 190¹ была введена в Уголовный кодекс РСФСР в 1966 году после процесса Андрея Синявского и Юлия Даниэля, в которых обвинению было тяжело подтвердить намерение вреда, требуемое 70-й статьёй. Новая статья 190¹ сделала уголовно наказуемым «распространение заведомо ложных измышлений, порочащих советский государственный и общественный строй». Похожие положения существовали и в уголовных кодексах других республик, например, статьи 62 и 187 Уголовного кодекса Украинской ССР.
12. ↑  Некоторые отличия существовали в сроке охраны авторских прав на фотографии и произведения прикладного искусства, авторского права на работы, сделанные по найму, и в том факте, что дневники и письма были предметом авторского права в Казахстане и Узбекистане. Ньюсити упоминает, что Украинская и Узбекская ССР имели меньший срок охраны авторских прав для фотографий и работ прикладного искусства, чем 15 лет после смерти автора, в своих реализациях «Основ» 1961 года.
13. ↑  Ньюсити объясняет, что регистрация по постановлению 1928 года не была обязательной и не была требованием для существования авторского права на работу.
14. ↑  Звуковые записи были уже защищены постановлением от 1928 года, но закон 1961 года впервые сделал охрану авторских прав в таком случае явной.
15. ↑  Статья 105 закона «Об утверждении основ гражданского законодательства Союза ССР и союзных республик» от 1961 года.
16. ↑  Эльст также упоминает, что Центральный музей революции получил исключительные права на публикацию и распространение воспроизведений выставляемых там работ. Институт марксизма-ленинизма также подпадает под категорию юридических лиц, удерживавших авторские права.
17. ↑  Ньюсити указывает, что это разрешение на бесплатное использование обычно предоставлялось другим странам для создания рецензий и новостных репортажей.
18. ↑  Это положение не позволяло, например, произвести фильм на основе литературного произведения — таковое использование уже требовало согласия автора. Но, например, транслировавшиеся радиопередачи могли быть затем воспроизведены любой другой станцией или оперный концерт мог быть воспроизведён по телевидению.
19. ↑  Иностранные работы, впервые опубликованные внутри СССР, всегда были защищены авторским правом в СССР. Произведения советских авторов, впервые опубликованные за пределами СССР, также были защищены авторским правом по советским законам и, если такие работы были впервые опубликованы в стране, которая присоединилась к Женевской или Бернской конвенциям, они также были защищены авторским правом в других странах по этим соглашениям ещё до присоединения СССР ко Всемирной конвенции по авторскому праву. См. Elst, 2005, p. 33.
20. ↑  Лёбер цитирует статью 552 (раздел VII о наследовании) Гражданского кодекса РСФСР с поправками 1976 года.
21. ↑  Эльст также отмечает, что неконвертируемость рубля вызвала практические проблемы импорта авторских прав.
22. ↑  Эльст называет отличия от прошлого советского законодательства «впечатляющими».
23. ↑  Эльст критикует использование термина «гражданин», указывая на то, что работы иностранных граждан также были защищены авторским правом по статье 136 «Основ» 1991 года.